# Сельсоветы, поссоветы и горсоветы Волгоградской области
Волгоградская область после распада СССР сохранила систему сельсоветов, поссоветов и горсоветов.
Согласно закону об административно-территориальном устройстве, сельсовет — совокупность сельских населённых пунктов с прилегающими к ним землями. Согласно определению, сельсовет административно-территориальной единицей в строгом смысле не является.
Определения поссоветов и горсоветов в Законе об административно-территориальном устройстве отсутствуют, тем не менее в реестре приводятся совместно с сельсоветами. Сельсоветы, приведённые в Реестре, могут быть образованы единственными населёнными пунктами. Поссоветы и горсоветы такого рода в Реестре отсутствуют.
В примечаниях упомянуты следующие изменения:
- преобразование поссоветов в сельсоветы вследствие преобразования административных центров в сельские населённые пункты;

- упразднение в 2010 году сельсоветов и поссоветов, находившихся в подчинении города Волгограда, вследствие включения населённых пунктов в черту города.

## Список сельсоветов, поссоветов и горсоветов
На территории Волгоградской области образованы:
- 5 горсоветов;

- 9 поссоветов;

- 449 сельсоветов.

Поссоветы и горсоветы выделены оранжевым цветом.
Помимо Реестра, список сельсоветов, поссоветов и горсоветов основывается на сведениях из справочника «История административно — территориального деления Волгоградской (Сталинградской) области. 1936—2007 гг.», в том же справочнике приведены сведения о соответствующих сельских и городских поселениях по состоянию до 2008 года.
| №          | Сельсовет (поссовет, горсовет) | Тип       | Административное подчинение        | Соответствие на уровне муниципального устройства                        | Комментарий                                |
| ---------- | ------------------------------ | --------- | ---------------------------------- | ----------------------------------------------------------------------- | ------------------------------------------ |
| 1          | Абганеровский                  | сельсовет | Октябрьский район                  | Абганеровское СП Октябрьского МР                                        |                                            |
| 2          | Авангардовский                 | сельсовет | Еланский район                     | Еланское ГП, Берёзовское СП Еланского МР                                |                                            |
| 3          | Авиловский                     | сельсовет | Иловлинский район                  | Авиловское СП Иловлинского МР                                           |                                            |
| 4          | Аксайский                      | сельсовет | Октябрьский район                  | Аксайское СП Октябрьского МР                                            |                                            |
| 5          | Акчернский                     | сельсовет | Урюпинский район                   | Акчернское СП Урюпинского МР                                            |                                            |
| 6          | Александровский                | сельсовет | Быковский район                    | Александровское СП Быковского МР                                        |                                            |
| 7          | Александровский                | сельсовет | Жирновский район                   | Александровское СП Жирновского МР                                       |                                            |
| 8          | Александровский                | сельсовет | Иловлинский район                  | Александровское СП Иловлинского МР                                      |                                            |
| 9          | Александровский                | сельсовет | Киквидзенский район                | Ежовское СП Киквидзенского МР                                           |                                            |
| 10         | Алексеевский                   | сельсовет | Алексеевский район                 | Алексеевское СП Алексеевского МР                                        | до 1992: поссовет                          |
| 11         | Алексиковский                  | сельсовет | Новониколаевский район             | Алексиковское СП Новониколаевского МР                                   |                                            |
| 12         | Алёшкинский                    | сельсовет | Чернышковский район                | Алёшкинское СП Чернышковского МР                                        |                                            |
| 13         | Алёшниковский                  | сельсовет | Жирновский район                   | Алёшниковское СП Жирновского МР                                         |                                            |
| 14         | Алявский                       | сельсовет | Еланский район                     | Алявское СП Еланского МР                                                |                                            |
| 15         | Амелинский                     | сельсовет | Фроловский район                   | Терновское СП Фроловского МР                                            |                                            |
| 16         | Амовский                       | сельсовет | Новоаннинский район                | Амовское СП Новоаннинского МР                                           |                                            |
| 17         | Антиповский                    | сельсовет | Камышинский район                  | Антиповское СП Камышинского МР                                          |                                            |
| 18         | Антоновский                    | сельсовет | Октябрьский район                  | Антоновское СП Октябрьского МР                                          |                                            |
| 19         | Аржановский                    | сельсовет | Алексеевский район                 | Аржановское СП Алексеевского МР                                         |                                            |
| 20         | Арчединский                    | сельсовет | Михайловский район                 | ГО город Михайловка                                                     |                                            |
| 21         | Арчединский                    | сельсовет | Фроловский район                   | Арчединское СП Фроловского МР                                           |                                            |
| 22         | Атамановский                   | сельсовет | Даниловский район                  | Атамановское СП Даниловского МР                                         |                                            |
| 23         | Барановский                    | сельсовет | Николаевский район                 | Барановское СП Николаевского МР                                         |                                            |
| 24         | Басакинский                    | сельсовет | Чернышковский район                | Басакинское СП Чернышковского МР                                        |                                            |
| 25         | Бахтияровский                  | сельсовет | Ленинский район                    | Бахтияровское СП Ленинского МР                                          |                                            |
| 26         | Безымянский                    | сельсовет | Михайловский район                 | ГО город Михайловка                                                     |                                            |
| 27         | Белогорский                    | сельсовет | Камышинский район                  | Белогорское СП Камышинского МР                                          |                                            |
| 28         | Белогорский                    | сельсовет | Кумылженский район                 | Белогорское СП Кумылженского МР                                         |                                            |
| 29         | Белопрудский                   | сельсовет | Даниловский район                  | Белопрудское СП Даниловского МР                                         |                                            |
| 30         | Беляевский                     | сельсовет | Старополтавский район              | Беляевское СП Старополтавского МР                                       |                                            |
| 31         | Бережновский                   | сельсовет | Николаевский район                 | Бережновское СП Николаевского МР                                        |                                            |
| 32         | Берёзовский                    | сельсовет | Даниловский район                  | Берёзовское СП Даниловского МР                                          |                                            |
| 33         | Берёзовский                    | сельсовет | Еланский район                     | Берёзовское СП Еланского МР                                             |                                            |
| 34         | Берёзовский                    | сельсовет | Новоаннинский район                | Берёзовское СП Новоаннинского МР                                        |                                            |
| 35         | Береславский                   | сельсовет | Калачёвский район                  | Береславское СП Калачёвского МР                                         |                                            |
| 36         | Беспаловский                   | сельсовет | Урюпинский район                   | Беспаловское СП Урюпинского МР                                          |                                            |
| 37         | Бесплемяновский                | сельсовет | Урюпинский район                   | Добринское СП Урюпинского МР                                            |                                            |
| 38         | Ближнеосиновский               | сельсовет | Суровикинский район                | Ближнеосиновское СП Суровикинского МР                                   |                                            |
| 39         | Бобровский                     | сельсовет | Серафимовичский район              | Бобровское СП Серафимовичского МР                                       |                                            |
| 40         | Большебабинский                | сельсовет | Алексеевский район                 | Большебабинское, Яминское СП Алексеевского МР                           |                                            |
| 41         | Большевистский                 | сельсовет | Еланский район                     | Большевистское СП Еланского МР                                          |                                            |
| 42         | Большеивановский               | сельсовет | Иловлинский район                  | Большеивановское СП Иловлинского МР                                     |                                            |
| 43         | Большелычакский                | сельсовет | Фроловский район                   | Большелычакское СП Фроловского МР                                       |                                            |
| 44         | Большеморецкий                 | сельсовет | Еланский район                     | Большеморецкое СП Еланского МР                                          |                                            |
| 45         | Большесудаченский              | сельсовет | Руднянский район                   | Большесудаченское СП Руднянского МР                                     |                                            |
| 46         | Большетерновский               | сельсовет | Чернышковский район                | Большетерновское СП Чернышковского МР                                   |                                            |
| 47         | Большечапурниковский           | сельсовет | Светлоярский район                 | Большечапурниковское СП Светлоярского МР                                |                                            |
| 48         | Большинский                    | сельсовет | Урюпинский район                   | Большинское СП Урюпинского МР                                           |                                            |
| 49         | Большовский                    | сельсовет | Михайловский район                 | ГО город Михайловка                                                     |                                            |
| 50         | Большовский                    | сельсовет | Серафимовичский район              | Большовское СП Серафимовичского МР                                      |                                            |
| 51         | Бородачёвский                  | сельсовет | Жирновский район                   | Бородачёвское СП Жирновского МР                                         |                                            |
| 52         | Бочаровский                    | сельсовет | Новоаннинский район                | Бочаровское СП Новоаннинского МР                                        |                                            |
| 53         | Бубновский                     | сельсовет | Урюпинский район                   | Бубновское СП Урюпинского МР                                            |                                            |
| 54         | Буерак-Поповский               | сельсовет | Серафимовичский район              | Буерак-Поповское СП Серафимовичского МР                                 |                                            |
| 55         | Бузиновский                    | сельсовет | Калачёвский район                  | Бузиновское СП Калачёвского МР                                          |                                            |
| 56         | Букановский                    | сельсовет | Кумылженский район                 | Букановское СП Кумылженского МР                                         |                                            |
| 57         | Бурацкий                       | сельсовет | Суровикинский район                | Лысовское СП Суровикинского МР                                          |                                            |
| 58         | Бурлукский                     | сельсовет | Котовский район                    | Бурлукское СП Котовского МР                                             |                                            |
| 59         | Быковский                      | поссовет  | Быковский район                    | Быковское ГП Быковского МР                                              |                                            |
| 60         | Валуевский                     | сельсовет | Старополтавский район              | Валуевское СП Старополтавского МР                                       |                                            |
| 61         | Васильевский                   | сельсовет | Октябрьский район                  | Васильевское СП Октябрьского МР                                         |                                            |
| 62         | Венгеловский                   | сельсовет | Палласовский район                 | Приозёрное СП Палласовского МР                                          |                                            |
| 63         | Вертяченский                   | сельсовет | Городищенский район                | Вертячинское СП Городищенского МР                                       |                                            |
| 64         | Верхнебалыклейский             | сельсовет | Быковский район                    | Верхнебалыклейское СП Быковского МР                                     |                                            |
| 65         | Верхнебезымянский              | сельсовет | Урюпинский район                   | Верхнебезымяновское СП Урюпинского МР                                   |                                            |
| 66         | Верхнебузиновский              | сельсовет | Клетский район                     | Верхнебузиновское СП Клетского МР                                       |                                            |
| 67         | Верхневодяновский              | сельсовет | Старополтавский район              | Верхневодянское СП Старополтавского МР                                  |                                            |
| 68         | Верхнегнутовский               | сельсовет | Чернышковский район                | Верхнегнутовское СП Чернышковского МР                                   |                                            |
| 69         | Верхнедобринский               | сельсовет | Жирновский район                   | Верхнедобринское СП Жирновского МР                                      |                                            |
| 70         | Верхнедобринский               | сельсовет | Камышинский район                  | Верхнедобринское СП Камышинского МР                                     |                                            |
| 71         | Верхнекардаильский             | сельсовет | Новониколаевский район             | Верхнекардаильское СП Новониколаевского МР                              |                                            |
| 72         | Верхнекурмоярский              | сельсовет | Котельниковский район              | Верхнекурмоярское СП Котельниковского МР                                |                                            |
| 73         | Верхнелиповский                | сельсовет | Фроловский район                   | Краснолиповское СП Фроловского МР                                       |                                            |
| 74         | Верхнепогроменский             | сельсовет | Среднеахтубинский район            | Верхнепогроменское СП Среднеахтубинского МР                             |                                            |
| 75         | Верхнереченский                | сельсовет | Нехаевский район                   | Верхнереченское СП Нехаевского МР                                       |                                            |
| 76         | Верхнесоинский                 | сельсовет | Урюпинский район                   | Россошинское СП Урюпинского МР СП Урюпинского МР                        |                                            |
| 77         | Верхнесолоновский              | сельсовет | Суровикинский район                | Верхнесолоновское СП Суровикинского МР                                  |                                            |
| 78         | Верхнечеренский                | сельсовет | Клетский район                     | Верхнечеренское СП Клетского МР                                         |                                            |
| 79         | Ветютневский                   | сельсовет | Фроловский район                   | Ветютневское СП Фроловского МР                                          |                                            |
| 80         | Вихлянцевский                  | сельсовет | Урюпинский район                   | Беспаловское СП Урюпинского МР                                          |                                            |
| 81         | Вишняковский                   | сельсовет | Урюпинский район                   | Вишняковское СП Урюпинского МР                                          |                                            |
| 82         | Воднобуерачный                 | сельсовет | Камышинский район                  | Воднобуерачное СП Камышинского МР                                       |                                            |
| 82.000001  | Водстройский                   | поссовет  | Волгоград, Тракторозаводский район | ГО город Волгоград                                                      | 2010: н.п. включены в черту Волгограда     |
| 83         | Выпасновский                   | сельсовет | Котельниковский район              | Выпасновское СП Котельниковского МР                                     |                                            |
| 84         | Вязовский                      | сельсовет | Еланский район                     | Вязовское СП Еланского МР                                               |                                            |
| 85         | Галкинский                     | сельсовет | Камышинский район                  | Верхнедобринское СП Камышинского МР                                     |                                            |
| 86         | Галушкинский                   | сельсовет | Новоаннинский район                | Галушкинское СП Новоаннинского МР                                       |                                            |
| 87         | Генераловский                  | сельсовет | Котельниковский район              | Генераловское СП Котельниковского МР                                    |                                            |
| 88         | Глазуновский                   | сельсовет | Кумылженский район                 | Глазуновское СП Кумылженского МР                                        |                                            |
| 89         | Гмелинский                     | сельсовет | Старополтавский район              | Гмелинское СП Старополтавского МР                                       |                                            |
| 90         | Голубинский                    | сельсовет | Калачёвский район                  | Голубинское СП Калачёвского МР                                          |                                            |
| 91         | Гончаровский                   | сельсовет | Палласовский район                 | Гончаровское СП Палласовского МР                                        |                                            |
| 92         | Горбатовский                   | сельсовет | Серафимовичский район              | Горбатовское СП Серафимовичского МР                                     |                                            |
| 93         | Горнобалыклейский              | сельсовет | Дубовский район                    | Горнобалыклейское СП Дубовского МР                                      |                                            |
| 94         | Горноводяновский               | сельсовет | Дубовский район                    | Горноводяновское СП Дубовского МР                                       |                                            |
| 94.000002  | Горнополянский                 | сельсовет | Волгоград, Советский район         | ГО город Волгоград                                                      | 2010: н.п. включены в черту Волгограда     |
| 95         | Горнопролейский                | сельсовет | Дубовский район                    | Горнопролейское СП Дубовского МР                                        |                                            |
| 95.000003  | Городищенский                  | поссовет  | Городищенский район                | Городищенское ГП Городищенского МР                                      | 2010: упразднён (выделялся в ОКАТО)        |
| 95.000004  | Горьковский                    | поссовет  | Волгоград, Советский район         | ГО город Волгоград                                                      | 2010: н.п. включены в черту Волгограда     |
| 96         | Грачёвский                     | сельсовет | Городищенский район                | Грачёвское СП Городищенского МР                                         |                                            |
| 97         | Гришинский                     | сельсовет | Киквидзенский район                | Гришинское СП Киквидзенского МР                                         |                                            |
| 98         | Громковский                    | сельсовет | Руднянский район                   | Громковское СП Руднянского МР                                           |                                            |
| 99         | Громославский                  | сельсовет | Октябрьский район                  | Громославское СП Октябрьского МР                                        |                                            |
| 99.000005  | Гумракский                     | поссовет  | Волгоград, Дзержинский район       | ГО город Волгоград                                                      | 2010: н.п. включены в черту Волгограда     |
| 100        | Гуровский                      | сельсовет | Ольховский район                   | Гуровское СП Ольховского МР                                             |                                            |
| 101        | Гусёвский                      | сельсовет | Ольховский район                   | Гусёвское СП Ольховского МР                                             |                                            |
| 102        | Гуселский                      | сельсовет | Камышинский район                  | Гуселское СП Камышинского МР                                            |                                            |
| 103        | Давыдовский                    | сельсовет | Дубовский район                    | Давыдовское СП Дубовского МР                                            |                                            |
| 104        | Двойновский                    | сельсовет | Новониколаевский район             | Двойновское СП Новониколаевского МР                                     |                                            |
| 105        | Дворянский                     | сельсовет | Камышинский район                  | Мичуринское СП Камышинского МР                                          |                                            |
| 106        | Демидовский                    | сельсовет | Быковский район                    | Демидовское СП Быковского МР                                            |                                            |
| 107        | Дёминский                      | сельсовет | Новоаннинский район                | Дёминское СП Новоаннинского МР                                          |                                            |
| 108        | Дербеновский                   | сельсовет | Суровикинский район                | Сысоевское СП Суровикинского МР                                         |                                            |
| 109        | Динамовский                    | сельсовет | Нехаевский район                   | Динамовское СП Нехаевского МР                                           |                                            |
| 110        | Добринский                     | сельсовет | Суровикинский район                | Добринское СП Суровикинского МР                                         |                                            |
| 111        | Добринский                     | сельсовет | Урюпинский район                   | Добринское СП Урюпинского МР                                            |                                            |
| 112        | Дубовоовражный                 | сельсовет | Светлоярский район                 | Дубовоовражное СП Светлоярского МР                                      |                                            |
| 113        | Дубовский                      | сельсовет | Еланский район                     | Дубовское СП Еланского МР                                               |                                            |
| 114        | Дубовский                      | сельсовет | Урюпинский район                   | Дубовское СП Урюпинского МР                                             |                                            |
| 115        | Дубровский                     | сельсовет | Киквидзенский район                | Дубровское СП Киквидзенского МР                                         |                                            |
| 116        | Дудаченский                    | сельсовет | Фроловский район                   | Дудаченское СП Фроловского МР                                           |                                            |
| 117        | Дуплятский                     | сельсовет | Новониколаевский район             | Дуплятское СП Новониколаевского МР                                      |                                            |
| 118        | Ежовский                       | сельсовет | Киквидзенский район                | Ежовское, Калиновское СП Киквидзенского МР                              |                                            |
| 119        | Еланский                       | поссовет  | Еланский район                     | Еланское ГП Еланского МР                                                |                                            |
| 120        | Ёлкинский                      | сельсовет | Чернышковский район                | Ёлкинское СП Чернышковского МР                                          |                                            |
| 121        | Ерзовский                      | поссовет  | Городищенский район                | Ерзовское ГП Городищенского МР                                          |                                            |
| 122        | Етеревский                     | сельсовет | Михайловский район                 | ГО город Михайловка                                                     |                                            |
| 123        | Журавский                      | сельсовет | Еланский район                     | Журавское СП Еланского МР                                               |                                            |
| 124        | Жутовский                      | сельсовет | Октябрьский район                  | Жутовское СП Октябрьского МР                                            |                                            |
| 125        | Забурдяевский                  | сельсовет | Урюпинский район                   | Добринское СП Урюпинского МР                                            |                                            |
| 126        | Заволжский                     | сельсовет | Палласовский район                 | Заволжское СП Палласовского МР                                          |                                            |
| 127        | Завязенский                    | сельсовет | Киквидзенский район                | Завязенское СП Киквидзенского МР                                        |                                            |
| 128        | Заливский                      | сельсовет | Октябрьский район                  | Заливское СП Октябрьского МР                                            |                                            |
| 129        | Заплавненский                  | сельсовет | Ленинский район                    | Заплавненское СП Ленинского МР                                          |                                            |
| 130        | Зарянский                      | сельсовет | Калачёвский район                  | Зарянское СП Калачёвского МР                                            |                                            |
| 131        | Захаровский                    | сельсовет | Клетский район                     | Захаровское СП Клетского МР                                             |                                            |
| 132        | Захаровский                    | сельсовет | Котельниковский район              | Захаровское СП Котельниковского МР                                      |                                            |
| 133        | Захаровский                    | сельсовет | Ольховский район                   | Солодчинское СП Ольховского МР                                          |                                            |
| 134        | Захаровский                    | сельсовет | Чернышковский район                | Захаровское СП Чернышковского МР                                        |                                            |
| 135        | Захопёрский                    | сельсовет | Нехаевский район                   | Захопёрское СП Нехаевского МР                                           |                                            |
| 136        | Зелёновский                    | сельсовет | Быковский район                    | Зелёновское СП Быковского МР                                            |                                            |
| 137        | Зензеватский                   | сельсовет | Ольховский район                   | Зензеватское СП Ольховского МР                                          |                                            |
| 138        | Зимняцкий                      | сельсовет | Серафимовичский район              | Зимняцкое СП Серафимовичского МР                                        |                                            |
| 139        | Ивановский                     | сельсовет | Еланский район                     | Ивановское СП Еланского МР                                              |                                            |
| 140        | Ивановский                     | сельсовет | Октябрьский район                  | Ивановское СП Октябрьского МР                                           |                                            |
| 141        | Иловатский                     | сельсовет | Старополтавский район              | Иловатское СП Старополтавского МР                                       |                                            |
| 142        | Иловлинский                    | поссовет  | Иловлинский район                  | Иловлинское ГП Иловлинского МР                                          |                                            |
| 143        | Ильевский                      | сельсовет | Калачёвский район                  | Ильевское СП Калачёвского МР                                            |                                            |
| 144        | Ильичёвский                    | сельсовет | Ленинский район                    | Ильичёвское СП Ленинского МР                                            |                                            |
| 145        | Ильичёвский                    | сельсовет | Николаевский район                 | Ильичёвское СП Николаевского МР                                         |                                            |
| 146        | Ильменский                     | сельсовет | Октябрьский район                  | Ильменское СП Октябрьского МР                                           |                                            |
| 147        | Ильменский                     | сельсовет | Руднянский район                   | Ильменское СП Руднянского МР                                            |                                            |
| 148        | Искринский                     | сельсовет | Урюпинский район                   | Искринское, Россошинское СП                                             |                                            |
| 149        | Кайсацкий                      | сельсовет | Палласовский район                 | Кайсацкое СП Палласовского МР                                           |                                            |
| 150        | Калачёвский                    | горсовет  | Калачёвский район                  | Калачёвское ГП Калачёвского МР                                          |                                            |
| 151        | Калачёвский                    | сельсовет | Киквидзенский район                | Калачёвское СП Киквидзенского МР                                        |                                            |
| 152        | Калашниковский                 | сельсовет | Палласовский район                 | Калашниковское СП Палласовского МР                                      |                                            |
| 153        | Калиновский                    | сельсовет | Киквидзенский район                | Калиновское СП Киквидзенского МР                                        |                                            |
| 154        | Калмыковский                   | сельсовет | Клетский район                     | Калмыковское СП Клетского МР                                            |                                            |
| 155        | Каменнобродский                | сельсовет | Ольховский район                   | Каменнобродское СП Ольховского МР                                       |                                            |
| 156        | Каменский                      | сельсовет | Городищенский район                | Каменское СП Городищенского МР                                          |                                            |
| 157        | Кановский                      | сельсовет | Старополтавский район              | Кановское СП Старополтавского МР                                        |                                            |
| 158        | Караваинский                   | сельсовет | Дубовский район                    | Горнобалыклейское СП Дубовского МР                                      |                                            |
| 159        | Карагичевский                  | сельсовет | Михайловский район                 | ГО город Михайловка                                                     |                                            |
| 160        | Карповский                     | сельсовет | Городищенский район                | Карповское СП Городищенского МР                                         |                                            |
| 161        | Каршевитский                   | сельсовет | Ленинский район                    | Каршевитское СП Ленинского МР                                           |                                            |
| 162        | Катасоновский                  | сельсовет | Михайловский район                 | ГО город Михайловка                                                     |                                            |
| 163        | Качалинский                    | сельсовет | Иловлинский район                  | Качалинское СП Иловлинского МР                                          |                                            |
| 164        | Качалинский                    | сельсовет | Суровикинский район                | Качалинское СП Суровикинского МР                                        |                                            |
| 165        | Киреевский                     | сельсовет | Ольховский район                   | Киреевское СП Ольховского МР                                            |                                            |
| 166        | Кировский                      | сельсовет | Светлоярский район                 | Кировское СП Светлоярского МР                                           |                                            |
| 167        | Кировский                      | сельсовет | Среднеахтубинский район            | Ахтубинское, Кировское СП Среднеахтубинского МР                         |                                            |
| 168        | Кисловский                     | сельсовет | Быковский район                    | Кисловское СП Быковского МР                                             |                                            |
| 169        | Кленовский                     | сельсовет | Жирновский район                   | Кленовское СП Жирновского МР                                            |                                            |
| 170        | Клетский                       | сельсовет | Клетский район                     | Клетское СП Клетского МР                                                | до 1992: поссовет                          |
| 171        | Клетский                       | сельсовет | Среднеахтубинский район            | Клетское СП Среднеахтубинского МР                                       |                                            |
| 172        | Клетско-Почтовский             | сельсовет | Серафимовичский район              | Клетско-Почтовское СП Серафимовичского МР                               |                                            |
| 173        | Ковалёвский                    | сельсовет | Октябрьский район                  | Ковалёвское СП Октябрьского МР                                          |                                            |
| 174        | Козловский                     | сельсовет | Руднянский район                   | Козловское СП Руднянского МР                                            |                                            |
| 175        | Колобовский                    | сельсовет | Ленинский район                    | Колобовское СП Ленинского МР                                            |                                            |
| 176        | Коловертинский                 | сельсовет | Серафимовичский район              | Клетско-Почтовское СП Серафимовичского МР                               |                                            |
| 177        | Колышкинский                   | сельсовет | Старополтавский район              | Колышкинское СП Старополтавского МР                                     |                                            |
| 178        | Коммунаровский                 | сельсовет | Ленинский район                    | Коммунаровское СП Ленинского МР                                         |                                            |
| 179        | Комсомольский                  | сельсовет | Николаевский район                 | Ленинское СП Николаевского МР                                           |                                            |
| 180        | Комсомольский                  | сельсовет | Новониколаевский район             | Комсомольское СП Новониколаевского МР                                   |                                            |
| 181        | Комсомольский                  | сельсовет | Палласовский район                 | Комсомольское СП Палласовского МР                                       |                                            |
| 182        | Кондрашевский                  | сельсовет | Иловлинский район                  | Кондрашовское СП Иловлинского МР                                        |                                            |
| 183        | Коростинский                   | сельсовет | Котовский район                    | Коростинское СП Котовского МР                                           |                                            |
| 184        | Костаревский                   | сельсовет | Камышинский район                  | Костаревское СП Камышинского МР                                         |                                            |
| 185        | Котельниковский                | сельсовет | Котельниковский район              | Котельниковское СП Котельниковского МР                                  |                                            |
| 186        | Котлубанский                   | сельсовет | Городищенский район                | Котлубанское СП Городищенского МР                                       |                                            |
| 187        | Котовский                      | сельсовет | Урюпинский район                   | Котовское СП Урюпинского МР                                             |                                            |
| 188        | Краишевский                    | сельсовет | Еланский район                     | Краишевское СП Еланского МР                                             |                                            |
| 189        | Краснинский                    | сельсовет | Даниловский район                  | Краснинское СП Даниловского МР                                          |                                            |
| 190        | Красноармейский                | сельсовет | Кумылженский район                 | Кумылженское СП Кумылженского МР                                        |                                            |
| 191        | Красноармейский                | сельсовет | Новониколаевский район             | Красноармейское СП Новониколаевского МР                                 |                                            |
| 192        | Краснодонский                  | сельсовет | Иловлинский район                  | Краснодонское СП Иловлинского МР                                        |                                            |
| 193        | Краснозвездинский              | сельсовет | Суровикинский район                | Сысоевское СП Суровикинского МР                                         |                                            |
| 194        | Краснокоротковский             | сельсовет | Новоаннинский район                | Краснокоротковское СП Новоаннинского МР                                 |                                            |
| 195        | Краснолиповский                | сельсовет | Фроловский район                   | Краснолиповское СП Фроловского МР                                       |                                            |
| 196        | Краснооктябрьский              | сельсовет | Алексеевский район                 | Краснооктябрьское СП Алексеевского МР                                   |                                            |
| 197        | Краснооктябрьский              | сельсовет | Палласовский район                 | Краснооктябрьское СП Палласовского МР                                   |                                            |
| 198        | Краснооктябрьский              | сельсовет | Среднеахтубинский район            | Краснооктябрьское СП Среднеахтубинского МР                              |                                            |
| 199        | Краснопахаревский              | сельсовет | Городищенский район                | Краснопахаревское СП Городищенского МР                                  |                                            |
| 200        | Краснопольский                 | сельсовет | Нехаевский район                   | Краснопольское СП Нехаевского МР                                        |                                            |
| 201        | Красносельцевский              | сельсовет | Быковский район                    | Красносельцевское СП Быковского МР                                      |                                            |
| 202        | Краснослободский               | горсовет  | Среднеахтубинский район            | ГП город Краснослободск, Фрунзенское СП Среднеахтубинского МР           |                                            |
| 203        | Красноталовский                | сельсовет | Еланский район                     | Тростянское СП Еланского МР                                             |                                            |
| 204        | Красноярский                   | поссовет  | Жирновский район                   | Красноярское ГП Жирновского МР                                          |                                            |
| 205        | Красноярский                   | сельсовет | Котельниковский район              | Красноярское СП Котельниковского МР                                     |                                            |
| 206        | Красноярский                   | сельсовет | Старополтавский район              | Красноярское СП Старополтавского МР                                     |                                            |
| 207        | Красноярский                   | сельсовет | Чернышковский район                | Красноярское СП Чернышковского МР                                       |                                            |
| 208        | Красный                        | сельсовет | Среднеахтубинский район            | Ахтубинское, Красное СП Среднеахтубинского МР                           |                                            |
| 209        | Краснянский                    | сельсовет | Кумылженский район                 | Краснянское СП Кумылженского МР                                         |                                            |
| 210        | Краснянский                    | сельсовет | Урюпинский район                   | Краснянское СП Урюпинского МР                                           |                                            |
| 211        | Кременской                     | сельсовет | Клетский район                     | Кременское СП Клетского МР                                              |                                            |
| 212        | Крепинский                     | сельсовет | Калачёвский район                  | Крепинское СП Калачёвского МР                                           |                                            |
| 213        | Кругловский                    | сельсовет | Нехаевский район                   | Кругловское СП Нехаевского МР                                           |                                            |
| 214        | Крутовский                     | сельсовет | Серафимовичский район              | Крутовское СП Серафимовичского МР                                       |                                            |
| 215        | Крячковский                    | сельсовет | Котовский район                    | Мокроольховское СП Котовского МР                                        |                                            |
| 216        | Кузьмичёвский                  | сельсовет | Городищенский район                | Кузьмичёвское СП Городищенского МР                                      |                                            |
| 217        | Куйбышевский                   | сельсовет | Среднеахтубинский район            | Верхнепогроменское, Куйбышевское, Суходольское СП Среднеахтубинского МР |                                            |
| 218        | Куликовский                    | сельсовет | Новониколаевский район             | Куликовское СП Новониколаевского МР                                     |                                            |
| 219        | Кумылженский                   | сельсовет | Кумылженский район                 | Кумылженское СП Кумылженского МР                                        | до 1992: поссовет                          |
| 220        | Купцовский                     | сельсовет | Котовский район                    | Коростинское, Купцовское СП Котовского МР                               |                                            |
| 221        | Курнаевский                    | сельсовет | Старополтавский район              | Курнаевское СП Старополтавского МР                                      |                                            |
| 222        | Лапшинский                     | сельсовет | Котовский район                    | Лапшинское СП Котовского МР                                             |                                            |
| 223        | Ларинский                      | сельсовет | Алексеевский район                 | Ларинское СП Алексеевского МР                                           |                                            |
| 224        | Лебяженский                    | сельсовет | Камышинский район                  | Лебяженское СП Камышинского МР                                          |                                            |
| 225        | Левчуновский                   | сельсовет | Николаевский район                 | Левчуновское СП Николаевского МР                                        |                                            |
| 226        | Лемешкинский                   | сельсовет | Руднянский район                   | Лемешкинское СП Руднянского МР                                          |                                            |
| 227        | Ленинский                      | сельсовет | Николаевский район                 | Ленинское СП Николаевского МР                                           |                                            |
| 228        | Липовский                      | сельсовет | Ольховский район                   | Липовское СП Ольховского МР                                             |                                            |
| 229        | Лобакинский                    | сельсовет | Суровикинский район                | Лобакинское СП Суровикинского МР                                        |                                            |
| 230        | Лобойковский                   | сельсовет | Даниловский район                  | Лобойковское СП Даниловского МР                                         |                                            |
| 231        | Логовский                      | сельсовет | Иловлинский район                  | Логовское СП Иловлинского МР                                            | до 2006: поссовет                          |
| 232        | Логовский                      | сельсовет | Калачёвский район                  | Логовское СП Калачёвского МР                                            |                                            |
| 233        | Лозновский                     | сельсовет | Дубовский район                    | Лозновское СП Дубовского МР                                             |                                            |
| 234        | Лопуховский                    | сельсовет | Руднянский район                   | Лопуховское СП Руднянского МР                                           |                                            |
| 235        | Лощиновский                    | сельсовет | Урюпинский район                   | Искринское СП Урюпинского МР                                            |                                            |
| 236        | Луговопролейский               | сельсовет | Быковский район                    | Луговопролейское СП Быковского МР                                       |                                            |
| 237        | Луковский                      | сельсовет | Нехаевский район                   | Луковское СП Нехаевского МР                                             |                                            |
| 238        | Лысовский                      | сельсовет | Суровикинский район                | Лысовское СП Суровикинского МР                                          |                                            |
| 239        | Лычакский                      | сельсовет | Фроловский район                   | Лычакское СП Фроловского МР                                             |                                            |
| 240        | Ляпичевский                    | сельсовет | Калачёвский район                  | Ляпичевское СП Калачёвского МР                                          |                                            |
| 241        | Лятошинский                    | сельсовет | Старополтавский район              | Лятошинское СП Старополтавского МР                                      |                                            |
| 242        | Майоровский                    | сельсовет | Котельниковский район              | Майоровское СП Котельниковского МР                                      |                                            |
| 243        | Майоровский                    | сельсовет | Суровикинский район                | Качалинское СП Суровикинского МР                                        |                                            |
| 244        | Малодельский                   | сельсовет | Фроловский район                   | Малодельское СП Фроловского МР                                          |                                            |
| 245        | Малоивановский                 | сельсовет | Дубовский район                    | Малоивановское СП Дубовского МР                                         |                                            |
| 246        | Маляевский                     | сельсовет | Ленинский район                    | Маляевское СП Ленинского МР                                             |                                            |
| 247        | Манойлинский                   | сельсовет | Клетский район                     | Манойлинское СП Клетского МР                                            |                                            |
| 248        | Мариновский                    | сельсовет | Калачёвский район                  | Мариновское СП Калачёвского МР                                          |                                            |
| 249        | Матышевский                    | сельсовет | Руднянский район                   | Матышевское СП Руднянского МР                                           |                                            |
| 250        | Мачешанский                    | сельсовет | Киквидзенский район                | Мачешанское СП Киквидзенского МР                                        |                                            |
| 251        | Маякский                       | сельсовет | Ленинский район                    | Маякское СП Ленинского МР                                               |                                            |
| 252        | Медведевский                   | сельсовет | Иловлинский район                  | Медведевское СП Иловлинского МР                                         |                                            |
| 253        | Медведицкий                    | поссовет  | Жирновский район                   | Медведицкое ГП Жирновского МР                                           |                                            |
| 254        | Медведицкий                    | сельсовет | Жирновский район                   | Медведицкое СП Жирновского МР                                           |                                            |
| 255        | Меловатский                    | сельсовет | Жирновский район                   | Меловатское СП Жирновского МР                                           |                                            |
| 256        | Мирный                         | сельсовет | Новониколаевский район             | Мирное СП Новониколаевского МР                                          |                                            |
| 257        | Мирошниковский                 | сельсовет | Котовский район                    | Мирошниковское СП Котовского МР                                         |                                            |
| 258        | Миусовский                     | сельсовет | Даниловский район                  | Даниловское ГП Даниловского МР                                          |                                            |
| 259        | Михайловский                   | сельсовет | Урюпинский район                   | Михайловское СП Урюпинского МР                                          |                                            |
| 260        | Мичуринский                    | сельсовет | Камышинский район                  | Мичуринское СП Камышинского МР                                          |                                            |
| 261        | Моисеевский                    | сельсовет | Котовский район                    | Моисеевское СП Котовского МР                                            |                                            |
| 262        | Мокроольховский                | сельсовет | Котовский район                    | Мокроольховское СП Котовского МР                                        |                                            |
| 263        | Морецкий                       | сельсовет | Еланский район                     | Морецкое СП Еланского МР                                                |                                            |
| 264        | Нагавский                      | сельсовет | Котельниковский район              | Нагавское СП Котельниковского МР                                        |                                            |
| 265        | Наголенский                    | сельсовет | Котельниковский район              | Наголенское СП Котельниковского МР                                      |                                            |
| 266        | Наримановский                  | сельсовет | Светлоярский район                 | Наримановское СП Светлоярского МР                                       |                                            |
| 267        | Нежинский                      | сельсовет | Ольховский район                   | Нежинское СП Ольховского МР                                             |                                            |
| 268        | Нехаевский                     | сельсовет | Нехаевский район                   | Нехаевское СП Нехаевского МР                                            | до 1992: поссовет                          |
| 269        | Нижнегнутовский                | сельсовет | Чернышковский район                | Нижнегнутовское СП Чернышковского МР                                    |                                            |
| 270        | Нижнедобринский                | сельсовет | Жирновский район                   | Нижнедобринское СП Жирновского МР                                       |                                            |
| 271        | Нижнедобринский                | сельсовет | Камышинский район                  | Нижнедобринское СП Камышинского МР                                      |                                            |
| 272        | Нижнедолговский                | сельсовет | Нехаевский район                   | Нижнедолговское СП Нехаевского МР                                       |                                            |
| 273        | Нижнеосиновский                | сельсовет | Суровикинский район                | Ближнеосиновское, Нижнеосиновское, Сысоевское СП Суровикинского МР      |                                            |
| 274        | Нижнечирский                   | сельсовет | Суровикинский район                | Нижнечирское СП Суровикинского МР                                       | до 2008: поссовет                          |
| 275        | Нижнеяблочный                  | сельсовет | Котельниковский район              | Нижнеяблочное СП Котельниковского МР                                    |                                            |
| 276        | Никитинский                    | сельсовет | Кумылженский район                 | Кумылженское СП Кумылженского МР                                        |                                            |
| 277        | Новинский                      | сельсовет | Жирновский район                   | Алёшниковское СП Жирновского МР                                         |                                            |
| 278        | Новоаксайский                  | сельсовет | Октябрьский район                  | Новоаксайское СП Октябрьского МР                                        |                                            |
| 279        | Новоаннинский                  | горсовет  | Новоаннинский район                | ГП город Новоаннинский Новоаннинского МР                                |                                            |
| 280        | Новобытовский                  | сельсовет | Николаевский район                 | Новобытовское СП Николаевского МР                                       |                                            |
| 281        | Новогригорьевский              | сельсовет | Иловлинский район                  | Новогригорьевское СП Иловлинского МР                                    |                                            |
| 282        | Новожизненский                 | сельсовет | Городищенский район                | Новожизненское СП Городищенского МР                                     |                                            |
| 283        | Новоквасниковский              | сельсовет | Старополтавский район              | Новоквасниковское СП Старополтавского МР                                |                                            |
| 284        | Новокиевский                   | сельсовет | Новоаннинский район                | Новокиевское СП Новоаннинского МР                                       |                                            |
| 285        | Новомаксимовский               | сельсовет | Суровикинский район                | Новомаксимовское СП Суровикинского МР                                   |                                            |
| 286        | Новонадеждинский               | сельсовет | Городищенский район                | Новонадеждинское СП Городищенского МР                                   |                                            |
| 287        | Новониколаевский               | поссовет  | Новониколаевский район             | Новониколаевское ГП Новониколаевского МР                                |                                            |
| 288        | Новоникольский                 | сельсовет | Быковский район                    | Новоникольское СП Быковского МР                                         |                                            |
| 289        | Новополтавский                 | сельсовет | Старополтавский район              | Новополтавское СП Старополтавского МР                                   |                                            |
| 290        | Новотихоновский                | сельсовет | Старополтавский район              | Новотихоновское СП Старополтавского МР                                  |                                            |
| 291        | Озеркинский                    | сельсовет | Киквидзенский район                | Озеркинское СП Киквидзенского МР                                        |                                            |
| 292        | Озерский                       | сельсовет | Иловлинский район                  | Озерское СП Иловлинского МР                                             |                                            |
| 293        | Окладненский                   | сельсовет | Урюпинский район                   | Окладненское СП Урюпинского МР                                          |                                            |
| 294        | Октябрьский                    | сельсовет | Михайловский район                 | ГО город Михайловка                                                     |                                            |
| 295        | Октябрьский                    | сельсовет | Ольховский район                   | Октябрьское СП Ольховского МР                                           |                                            |
| 296        | Оленьевский                    | сельсовет | Дубовский район                    | Оленьевское СП Дубовского МР                                            |                                            |
| 297        | Ольховский                     | сельсовет | Ольховский район                   | Ольховское СП Ольховского МР                                            | до 1993: поссовет                          |
| 298        | Ольшанский                     | сельсовет | Урюпинский район                   | Дьяконовское, Креповское, Ольшанское СП Урюпинского МР                  |                                            |
| 299        | Ореховский                     | сельсовет | Даниловский район                  | Ореховское СП Даниловского МР                                           |                                            |
| 300        | Орловский                      | сельсовет | Городищенский район                | Орловское СП Городищенского МР                                          |                                            |
| 301        | Осичковский                    | сельсовет | Руднянский район                   | Осичковское СП Руднянского МР                                           |                                            |
| 302        | Островской                     | сельсовет | Даниловский район                  | Островское СП Даниловского МР                                           |                                            |
| 303        | Остроуховский                  | сельсовет | Кумылженский район                 | Слащёвское СП Кумылженского МР                                          |                                            |
| 304        | Отрадненский                   | сельсовет | Михайловский район                 | ГО город Михайловка                                                     |                                            |
| 305        | Отрожкинский                   | сельсовет | Серафимовичский район              | Отрожкинское СП Серафимовичского МР                                     |                                            |
| 306        | Очкуровский                    | сельсовет | Николаевский район                 | Очкуровское СП Николаевского МР                                         |                                            |
| 307        | Палласовский                   | горсовет  | Палласовский район                 | ГП город Палласовка, Лиманное СП Палласовского МР                       |                                            |
| 308        | Панфиловский                   | сельсовет | Новоаннинский район                | Панфиловское СП Новоаннинского МР                                       |                                            |
| 309        | Паньшинский                    | сельсовет | Городищенский район                | Паньшинское СП Городищенского МР                                        |                                            |
| 310        | Перегрузненский                | сельсовет | Октябрьский район                  | Перегрузненское СП Октябрьского МР                                      |                                            |
| 311        | Перекопский                    | сельсовет | Клетский район                     | Перекопское СП Клетского МР                                             |                                            |
| 312        | Перелазовский                  | сельсовет | Клетский район                     | Перелазовское СП Клетского МР                                           |                                            |
| 313        | Перещепновский                 | сельсовет | Котовский район                    | Мокроольховское СП Котовского МР                                        |                                            |
| 314        | Песковатский                   | сельсовет | Городищенский район                | Песковатское СП Городищенского МР                                       |                                            |
| 315        | Песковатский                   | сельсовет | Дубовский район                    | Песковатское СП Дубовского МР                                           |                                            |
| 316        | Песчановский                   | сельсовет | Серафимовичский район              | Песчановское СП Серафимовичского МР                                     |                                            |
| 317        | Петроввальский                 | горсовет  | Камышинский район                  | ГП город Петров Вал Камышинского МР                                     |                                            |
| 318        | Петровский                     | сельсовет | Урюпинский район                   | Петровское СП Урюпинского МР                                            |                                            |
| 319        | Петрунинский                   | сельсовет | Камышинский район                  | Петрунинское СП Камышинского МР                                         |                                            |
| 320        | Пимено-Чернянский              | сельсовет | Котельниковский район              | Пимено-Чернянское, Чилековское СП Котельниковского МР                   |                                            |
| 321        | Писарёвский                    | сельсовет | Фроловский район                   | Писарёвское СП Фроловского МР                                           |                                            |
| 322        | Пичужинский                    | сельсовет | Дубовский район                    | Пичужинское СП Дубовского МР                                            |                                            |
| 323        | Плотниковский                  | сельсовет | Даниловский район                  | Плотниковское СП Даниловского МР                                        |                                            |
| 324        | Побединский                    | сельсовет | Быковский район                    | Побединское СП Быковского МР                                            |                                            |
| 325        | Поклоновский                   | сельсовет | Алексеевский район                 | Поклоновское СП Алексеевского МР                                        |                                            |
| 326        | Покровский                     | сельсовет | Ленинский район                    | Покровское СП Ленинского МР                                             |                                            |
| 327        | Покручинский                   | сельсовет | Кумылженский район                 | Суляевское СП Кумылженского МР                                          |                                            |
| 328        | Полевой                        | сельсовет | Новоаннинский район                | Полевое СП Новоаннинского МР                                            |                                            |
| 329        | Политотдельский                | сельсовет | Николаевский район                 | Политотдельское СП Николаевского МР                                     |                                            |
| 330        | Попереченский                  | сельсовет | Котельниковский район              | Попереченское СП Котельниковского МР                                    | до 2002: Поперечненский сельсовет          |
| 331        | Попковский                     | сельсовет | Котовский район                    | Попковское СП Котовского МР                                             |                                            |
| 332        | Поповский                      | сельсовет | Кумылженский район                 | Поповское СП Кумылженского МР                                           |                                            |
| 333        | Преображенский                 | сельсовет | Киквидзенский район                | Озеркинское, Преображенское СП Киквидзенского МР                        | до 1997: Киквидзенский поссовет            |
| 334        | Приволжский                    | сельсовет | Светлоярский район                 | Приволжское СП Светлоярского МР                                         |                                            |
| 335        | Привольненский                 | сельсовет | Светлоярский район                 | Привольненское СП Светлоярского МР                                      |                                            |
| 336        | Пригородный                    | сельсовет | Фроловский район                   | Пригородное СП Фроловского МР                                           |                                            |
| 337        | Приморский                     | сельсовет | Быковский район                    | Приморское СП Быковского МР                                             | до 2003: рп                                |
| 338        | Приморский                     | сельсовет | Калачёвский район                  | Приморское СП Калачёвского МР                                           |                                            |
| 339        | Пристеновский                  | сельсовет | Чернышковский район                | Пристеновское СП Чернышковского МР                                      |                                            |
| 340        | Пронинский                     | сельсовет | Серафимовичский район              | Пронинское СП Серафимовичского МР                                       |                                            |
| 341        | Профсоюзный                    | сельсовет | Даниловский район                  | Профсоюзнинское СП Даниловского МР                                      |                                            |
| 342        | Прямобалкинский                | сельсовет | Дубовский район                    | Прямобалкинское СП Дубовского МР                                        |                                            |
| 343        | Пугачёвский                    | сельсовет | Котельниковский район              | Пугачёвское СП Котельниковского МР                                      |                                            |
| 344        | Пятиизбянский                  | сельсовет | Калачёвский район                  | Пятиизбянское СП Калачёвского МР                                        |                                            |
| 345        | Раздорский                     | сельсовет | Михайловский район                 | ГО город Михайловка                                                     |                                            |
| 346        | Райгородский                   | сельсовет | Светлоярский район                 | Райгородское СП Светлоярского МР                                        |                                            |
| 347        | Раковский                      | сельсовет | Михайловский район                 | ГО город Михайловка                                                     |                                            |
| 348        | Распопинский                   | сельсовет | Клетский район                     | Распопинское СП Клетского МР                                            |                                            |
| 349        | Рассветенский                  | сельсовет | Ленинский район                    | Рассветинское СП Ленинского МР                                          |                                            |
| 350        | Рассветовский                  | сельсовет | Еланский район                     | Рассветовское СП Еланского МР                                           |                                            |
| 351        | Рахинский                      | сельсовет | Среднеахтубинский район            | Рахинское СП Среднеахтубинского МР                                      |                                            |
| 352        | Революционный                  | сельсовет | Палласовский район                 | Революционное СП Палласовского МР                                       |                                            |
| 353        | Решетовский                    | сельсовет | Алексеевский район                 | Шарашенское СП Алексеевского МР                                         |                                            |
| 354        | Родинский                      | сельсовет | Еланский район                     | Родинское СП Еланского МР                                               |                                            |
| 355        | Родничковский                  | сельсовет | Нехаевский район                   | Родничковское СП Нехаевского МР                                         |                                            |
| 356        | Романовский                    | сельсовет | Ольховский район                   | Романовское СП Ольховского МР                                           |                                            |
| 357        | Ромашковский                   | сельсовет | Палласовский район                 | Ромашковское СП Палласовского МР                                        |                                            |
| 358        | Россошенский                   | сельсовет | Городищенский район                | Россошенское СП Городищенского МР                                       |                                            |
| 359        | Россошинский                   | сельсовет | Урюпинский район                   | Россошинское СП Урюпинского МР                                          |                                            |
| 360        | Руднянский                     | поссовет  | Руднянский район                   | Руднянское ГП Руднянского МР                                            |                                            |
| 361        | Рыбинский                      | сельсовет | Ольховский район                   | Рыбинское СП Ольховского МР                                             |                                            |
| 362        | Рябовский                      | сельсовет | Алексеевский район                 | Рябовское СП Алексеевского МР                                           |                                            |
| 363        | Савинский                      | сельсовет | Палласовский район                 | Савинское СП Палласовского МР                                           |                                            |
| 364        | Садовский                      | сельсовет | Быковский район                    | Садовское СП Быковского МР                                              |                                            |
| 365        | Саломатинский                  | сельсовет | Камышинский район                  | Саломатинское СП Камышинского МР                                        |                                            |
| 366        | Салтовский                     | сельсовет | Старополтавский район              | Салтовское СП Старополтавского МР                                       |                                            |
| 367        | Салтынский                     | сельсовет | Урюпинский район                   | Салтынское СП Урюпинского МР                                            |                                            |
| 368        | Самолшинский                   | сельсовет | Алексеевский район                 | Самолшинское СП Алексеевского МР                                        |                                            |
| 369        | Самофаловский                  | сельсовет | Городищенский район                | Самофаловское СП Городищенского МР                                      |                                            |
| 369.000006 | Сарпинский                     | сельсовет | Волгоград, Красноармейский район   | ГО город Волгоград                                                      | 2010: н.п. включены в черту Волгограда     |
| 370        | Светлоярский                   | поссовет  | Светлоярский район                 | Светлоярское ГП Светлоярского МР                                        |                                            |
| 371        | Секачевский                    | сельсовет | Михайловский район                 | ГО город Михайловка                                                     |                                            |
| 372        | Семёновский                    | сельсовет | Камышинский район                  | Семёновское СП Камышинского МР                                          |                                            |
| 373        | Семёновский                    | сельсовет | Киквидзенский район                | Озеркинское СП Киквидзенского МР                                        |                                            |
| 374        | Семиченский                    | сельсовет | Котельниковский район              | Семиченское СП Котельниковского МР                                      |                                            |
| 375        | Сенновский                     | сельсовет | Михайловский район                 | ГО город Михайловка                                                     |                                            |
| 376        | Сергиевский                    | сельсовет | Даниловский район                  | Сергиевское СП Даниловского МР                                          |                                            |
| 377        | Серпо-Молотский                | сельсовет | Новониколаевский район             | Серпо-Молотское СП Новониколаевского МР                                 |                                            |
| 378        | Сестренский                    | сельсовет | Камышинский район                  | Сестренское СП Камышинского МР                                          |                                            |
| 379        | Сидорский                      | сельсовет | Михайловский район                 | ГО город Михайловка                                                     |                                            |
| 380        | Сизовский                      | сельсовет | Чернышковский район                | Сизовское СП Чернышковского МР                                          |                                            |
| 381        | Сиротинский                    | сельсовет | Иловлинский район                  | Сиротинское СП Иловлинского МР                                          |                                            |
| 382        | Скуришенский                   | сельсовет | Кумылженский район                 | Глазуновское СП Кумылженского МР                                        |                                            |
| 383        | Слащёвский                     | сельсовет | Кумылженский район                 | Слащёвское СП Кумылженского МР                                          |                                            |
| 384        | Слюсаревский                   | сельсовет | Котовский район                    | Мирошниковское СП Котовского МР                                         |                                            |
| 385        | Советский                      | сельсовет | Калачёвский район                  | Советское СП Калачёвского МР                                            |                                            |
| 386        | Советский                      | сельсовет | Октябрьский район                  | Советское СП Октябрьского МР                                            |                                            |
| 387        | Совхозный                      | сельсовет | Михайловский район                 | ГО город Михайловка                                                     |                                            |
| 388        | Совхозский                     | сельсовет | Николаевский район                 | Совхозское СП Николаевского МР                                          |                                            |
| 389        | Соколовский                    | сельсовет | Нехаевский район                   | Тишанское СП Нехаевского МР                                             |                                            |
| 390        | Солдатско-Степновский          | сельсовет | Быковский район                    | Солдатско-Степновское СП Быковского МР                                  |                                            |
| 391        | Солодушинский                  | сельсовет | Николаевский район                 | Солодушинское СП Николаевского МР                                       |                                            |
| 392        | Солодчинский                   | сельсовет | Ольховский район                   | Солодчинское СП Ольховского МР                                          |                                            |
| 393        | Солонский                      | сельсовет | Нехаевский район                   | Солонское СП Нехаевского МР                                             |                                            |
| 394        | Солонцовский                   | сельсовет | Алексеевский район                 | Солонцовское СП Алексеевского МР                                        |                                            |
| 394.000007 | Солянский                      | сельсовет | Волгоград, Красноармейский район   | ГО город Волгоград                                                      | 2010: н.п. включены в черту Волгограда     |
| 395        | Сосновский                     | сельсовет | Руднянский район                   | Сосновское СП Руднянского МР                                            |                                            |
| 396        | Среднецарицынский              | сельсовет | Серафимовичский район              | Среднецарицынское СП Серафимовичского МР                                |                                            |
| 397        | Староаннинский                 | сельсовет | Новоаннинский район                | Староаннинское СП Новоаннинского МР                                     |                                            |
| 398        | Старополтавский                | сельсовет | Старополтавский район              | Старополтавское СП Старополтавского МР                                  |                                            |
| 399        | Стеженский                     | сельсовет | Алексеевский район                 | Стеженское СП Алексеевского МР                                          |                                            |
| 400        | Степновский                    | сельсовет | Ленинский район                    | Степновское СП Ленинского МР                                            |                                            |
| 401        | Степновский                    | сельсовет | Николаевский район                 | Степновское СП Николаевского МР                                         |                                            |
| 402        | Степновский                    | сельсовет | Палласовский район                 | Приозёрное, Степновское СП Палласовского МР                             |                                            |
| 403        | Стрельношироковский            | сельсовет | Дубовский район                    | Стрельношироковское СП Дубовского МР                                    |                                            |
| 404        | Суводской                      | сельсовет | Дубовский район                    | Суводское СП Дубовского МР                                              |                                            |
| 404.000008 | Суворовский                    | сельсовет | Суровикинский район                | Нижнечирское СП Суровикинского МР                                       | 2010: объединён с Нижнечирским сельсоветом |
| 405        | Суляевский                     | сельсовет | Кумылженский район                 | Суляевское СП Кумылженского МР                                          |                                            |
| 406        | Суховский                      | сельсовет | Алексеевский район                 | Реченское СП Алексеевского МР                                           |                                            |
| 407        | Суходольский                   | сельсовет | Среднеахтубинский район            | Суходольское СП Среднеахтубинского МР                                   |                                            |
| 408        | Таловский                      | сельсовет | Еланский район                     | Таловское СП Еланского МР                                               |                                            |
| 409        | Таловский                      | сельсовет | Камышинский район                  | Таловское СП Камышинского МР                                            |                                            |
| 410        | Тарапатинский                  | сельсовет | Жирновский район                   | Тарапатинское СП Жирновского МР                                         |                                            |
| 411        | Теркинский                     | сельсовет | Серафимовичский район              | Теркинское СП Серафимовичского МР                                       |                                            |
| 412        | Терновский                     | сельсовет | Еланский район                     | Терновское СП Еланского МР                                              |                                            |
| 413        | Терновский                     | сельсовет | Камышинский район                  | Терновское СП Камышинского МР                                           |                                            |
| 414        | Терновский                     | сельсовет | Фроловский район                   | Терновское СП Фроловского МР                                            |                                            |
| 415        | Терсинский                     | сельсовет | Еланский район                     | Терсинское СП Еланского МР                                              |                                            |
| 416        | Тетеревятский                  | сельсовет | Жирновский район                   | Тетеревятское СП Жирновского МР                                         |                                            |
| 417        | Титовский                      | сельсовет | Алексеевский район                 | Усть-Бузулукское СП Алексеевского МР                                    |                                            |
| 418        | Тишанский                      | сельсовет | Нехаевский район                   | Тишанское СП Нехаевского МР                                             |                                            |
| 419        | Торгунский                     | сельсовет | Старополтавский район              | Торгунское СП Старополтавского МР                                       |                                            |
| 420        | Тормосиновский                 | сельсовет | Чернышковский район                | Тормосиновское СП Чернышковского МР                                     |                                            |
| 421        | Торяновский                    | сельсовет | Еланский район                     | Дубовское СП Еланского МР                                               |                                            |
| 422        | Трёхложинский                  | сельсовет | Алексеевский район                 | Трёхложинское СП Алексеевского МР                                       |                                            |
| 423        | Трёхостровский                 | сельсовет | Иловлинский район                  | Трёхостровское СП Иловлинского МР                                       |                                            |
| 424        | Троицкий                       | сельсовет | Михайловский район                 | ГО город Михайловка                                                     |                                            |
| 425        | Тростянский                    | сельсовет | Еланский район                     | Тростянское СП Еланского МР                                             |                                            |
| 426        | Тростянский                    | сельсовет | Новоаннинский район                | Тростянское СП Новоаннинского МР                                        |                                            |
| 427        | Трясиновский                   | сельсовет | Серафимовичский район              | Трясиновское СП Серафимовичского МР                                     |                                            |
| 428        | Умётовский                     | сельсовет | Камышинский район                  | Умётовское СП Камышинского МР                                           |                                            |
| 429        | Упорниковский                  | сельсовет | Нехаевский район                   | Упорниковское СП Нехаевского МР                                         |                                            |
| 430        | Урало-Ахтубинский              | сельсовет | Быковский район                    | Урало-Ахтубинское СП Быковского МР                                      |                                            |
| 431        | Успенский                      | сельсовет | Нехаевский район                   | Успенское СП Нехаевского МР                                             |                                            |
| 432        | Усть-Бузулукский               | сельсовет | Алексеевский район                 | Усть-Бузулукское СП Алексеевского МР                                    |                                            |
| 433        | Усть-Грязнухинский             | сельсовет | Камышинский район                  | Усть-Грязнухинское СП Камышинского МР                                   |                                            |
| 434        | Усть-Погоженский               | сельсовет | Дубовский район                    | Усть-Погожинское СП Дубовского МР                                       |                                            |
| 435        | Усть-Хопёрский                 | сельсовет | Серафимовичский район              | Усть-Хопёрское СП Серафимовичского МР                                   |                                            |
| 436        | Фастовский                     | сельсовет | Иловлинский район                  | Качалинское СП Иловлинского МР                                          |                                            |
| 437        | Филинский                      | сельсовет | Кумылженский район                 | Поповское СП Кумылженского МР                                           |                                            |
| 438        | Филоновский                    | сельсовет | Новоаннинский район                | Филоновское СП Новоаннинского МР                                        |                                            |
| 439        | Фрунзенский                    | сельсовет | Среднеахтубинский район            | Фрунзенское СП Среднеахтубинского МР                                    |                                            |
| 440        | Харьковский                    | сельсовет | Старополтавский район              | Харьковское СП Старополтавского МР                                      |                                            |
| 441        | Хвощинский                     | сельсовет | Еланский район                     | Морецкое СП Еланского МР                                                |                                            |
| 442        | Хопёропионерский               | сельсовет | Урюпинский район                   | Хопёропионерское СП Урюпинского МР                                      |                                            |
| 443        | Хопёрский                      | сельсовет | Новониколаевский район             | Хопёрское СП Новониколаевского МР                                       |                                            |
| 444        | Царевский                      | сельсовет | Ленинский район                    | Царевское СП Ленинского МР                                              |                                            |
| 445        | Царицынский                    | сельсовет | Городищенский район                | Царицынское СП Городищенского МР                                        |                                            |
| 446        | Цацынский                      | сельсовет | Светлоярский район                 | Цацинское СП Светлоярского МР                                           |                                            |
| 447        | Червлёновский                  | сельсовет | Светлоярский район                 | Червлёновское СП Светлоярского МР                                       |                                            |
| 448        | Черебаевский                   | сельсовет | Старополтавский район              | Черебаевское СП Старополтавского МР                                     |                                            |
| 449        | Черкесовский                   | сельсовет | Новоаннинский район                | Черкесовское СП Новоаннинского МР                                       |                                            |
| 450        | Чернореченский                 | сельсовет | Киквидзенский район                | Чернореченское СП Киквидзенского МР                                     |                                            |
| 451        | Чернышковский                  | поссовет  | Чернышковский район                | Чернышковское ГП Чернышковского МР                                      |                                            |
| 452        | Чиганакский                    | сельсовет | Кумылженский район                 | Краснянское СП Кумылженского МР                                         |                                            |
| 453        | Чилековский                    | сельсовет | Котельниковский район              | Чилековское СП Котельниковского МР                                      |                                            |
| 454        | Чухонастовский                 | сельсовет | Камышинский район                  | Чухонастовское СП Камышинского МР                                       |                                            |
| 455        | Шакинский                      | сельсовет | Кумылженский район                 | Шакинское СП Кумылженского МР                                           |                                            |
| 456        | Шебалиновский                  | сельсовет | Октябрьский район                  | Шебалиновское СП Октябрьского МР                                        |                                            |
| 457        | Шелестовский                   | сельсовет | Октябрьский район                  | Шелестовское СП Октябрьского МР                                         |                                            |
| 458        | Ширяевский                     | сельсовет | Иловлинский район                  | Ширяевское СП Иловлинского МР                                           |                                            |
| 459        | Шуруповский                    | сельсовет | Фроловский район                   | Шуруповское СП Фроловского МР                                           |                                            |
| 460        | Эльтонский                     | сельсовет | Палласовский район                 | Эльтонское СП Палласовского МР                                          | до 1998: поссовет                          |
| 461        | Ягодновский                    | сельсовет | Ольховский район                   | Ягодновское СП Ольховского МР                                           |                                            |
| 462        | Яминский                       | сельсовет | Алексеевский район                 | Яминское СП Алексеевского МР                                            |                                            |
| 463        | Ярской                         | сельсовет | Кумылженский район                 | Суляевское СП Кумылженского МР                                          |                                            |

### Территориальные изменения и переименования после 1989 года

#### Территориальные изменения
| № | Сельсовет        | Подчинение                   | Год  | Комментарий                                                                                      |
| - | ---------------- | ---------------------------- | ---- | ------------------------------------------------------------------------------------------------ |
| 1 | Большевистский   | Еланский район               | 1990 | выделены Авангардский и Алявский сельсоветы                                                      |
| 2 | Громославский    | Октябрьский район            | 1997 | выделен Ивановский сельсовет                                                                     |
| 3 | Дубовский        | Еланский район               | 1992 | выделен Торяновский сельсовет                                                                    |
| 4 | Ленинский        | Николаевский район           | 1991 | выделен Комсомольский сельсовет                                                                  |
| 5 | Меловатский      | Жирновский район             | 1990 | переименован в Тарапатинский сельсовет, из Тарапатинского вторично выделен Меловатский сельсовет |
| 6 | Новомаксимовский | Суровикинский район          | 1999 | передан в Калачёвский район                                                                      |
| 7 | Побединский      | Быковский район              | 1992 | выделен Зелёновский сельсовет                                                                    |
| 8 | Пятиизбянский    | Суровикинский район          | 1999 | передан в Калачёвский район                                                                      |
| 9 | Сарпинский       | Волгоград, Дзержинский район | 1992 | передан в подчинение Красноармейского района                                                     |

#### Переименования
| № | Сельсовет      | Подчинение            | Год  | Новое название          |
| - | -------------- | --------------------- | ---- | ----------------------- |
| 1 | Меловатский    | Жирновский район      | 1990 | Тарапатинский сельсовет |
| 2 | Поперечненский | Котельниковский район | 1999 | Попереченский сельсовет |

## Сельсоветы, поссоветы и горсоветы, упразднённые до 1989 года
| № | Сельсовет (поссовет, горсовет) | Тип       | Административное подчинение | Комментарий |
| - | ------------------------------ | --------- | --------------------------- | --- |
| 1 | Грачёвский                     | сельсовет | Фроловский район            | 1983: упразднён, Грачи вошли во Фролово, остальные населённые пункты включены в состав Ветютневского сельсовета |
| 2 | Рубёженский                    | сельсовет | Фроловский район            | 1954: упразднён, населённые пункты включены в состав Арчединского сельсовет                                     |